# Širvintos
Širvintos is een stad in het oosten van Litouwen en ligt in het district Vilnius en is de hoofdplaats van de gelijknamige gemeente Širvintos. Het kreeg in 1950 stadsrechten.